# Saab 105
De Saab 105 is een tweemotorig militair straalvliegtuig, door de Zweedse vliegtuigproducent Saab aanvankelijk op eigen initiatief ontwikkeld vanaf 1960. Het is een lesvliegtuig dat ook voor een aantal andere taken kan ingezet worden. In december 1961 kreeg de Zweedse luchtmacht toelating om de verdere ontwikkeling en bouw van een prototype te financieren. Indien het toestel aan de verwachtingen voldeed, wilde de luchtmacht er meer dan 100 van kopen voor gebruik als lesvliegtuig. De Saab 105 is anno 2022 nog steeds in gebruik bij de luchtmachten van Zweden en Oostenrijk.

## Beschrijving
De Saab 105 is een compacte hoogdekker met een T-staart. Het toestel wordt aangedreven door twee turbofans. Dit waren aanvankelijk twee Turbomeca Aubisque turbofans, in Zweden onder licentie gebouwd door Volvo Flygmotor als de RM 9. Leerlingpiloot en instructeur zaten naast elkaar in de cockpit; beiden hadden een schietstoel. Deze konden echter vervangen worden door vier normale stoelen, zodat de 105 ook gebruikt kon worden voor verbindings- en VIP-vluchten met twee passagiers. Alle toestellen waren ook voorzien om bewapend te worden voor aanvallen van gronddoelen met lucht-grondraketten, bommen en dergelijke onder de vleugels. Ze konden ook camera-pods meenemen voor verkenningsvluchten.

## Zweedse toestellen
Er werden twee prototypes gebouwd. De eerste vlucht vond plaats op 29 juni 1963. Het eerste serie-exemplaar werd gebouwd in het voorjaar 1965. De Zweedse luchtmacht had inmiddels 130 exemplaren besteld; dit aantal werd later opgetrokken tot 150 toestellen. Ze kwamen in dienst vanaf 1967. De militaire benaming van de Saab 105 in Zweden is de Sk60. De meeste Zweedse toestellen werden in de jaren 1990 uitgerust met de verbeterde Williams International FJ44 (8,45 kN stuwkracht), in Zweden aangeduid als de RM 15. Deze toestellen zouden tot minstens 2015 in dienst blijven.
De Zweedse luchtmacht rustte eveneens een aerobatiekteam uit met de Saab 105, aanvankelijk met vier toestellen. Team 60 breidde later uit tot zes toestellen.

## Oostenrijkse toestellen

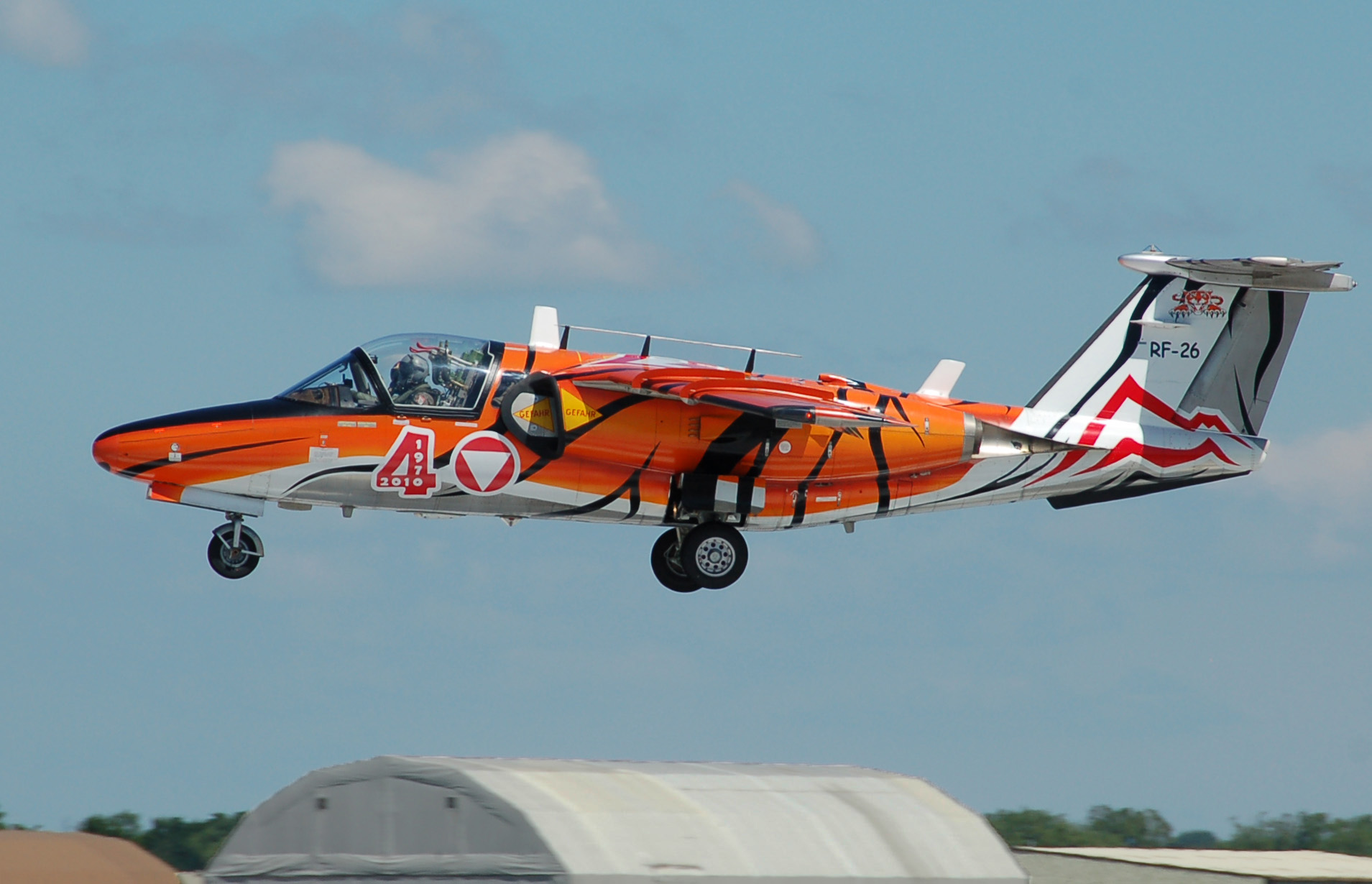
Oostenrijkse Saab 105 in speciale kleuren voor 40 jaren dienst

In 1968 bestelde Oostenrijk 40 exemplaren van de exportversie Saab 105XT, die aangedreven werd door twee General Electric J85 turbojets met een stuwkracht van 7,49 kN. Die boden verbeterde prestaties, waaronder een hogere topsnelheid van 970 km/h. De Oostenrijkse toestellen kregen de aanduiding Saab 105Ö of Saab 105Oe. Ze werden geleverd in 1970-72. Van de Oostenrijkse toestellen waren in 2010 nog 22 exemplaren vliegwaardig. Een opvolger was nog niet in zicht; in plaats daarvan werd beslist om twaalf exemplaren inzetbaar te houden tot 2020, dankzij een "Life Extension Program" waarvoor andere machines gekannibaliseerd werden.